# Embelia effusa
Embelia effusa är en viveväxtart som beskrevs av Carl Christian Mez. Embelia effusa ingår i släktet Embelia och familjen viveväxter. Inga underarter finns listade i Catalogue of Life.